# Castell de la Guàrdia Pilosa
El castell de la Guàrdia Pilosa és un edifici de Pujalt (Anoia) declarat bé cultural d'interès nacional. Es troba a la petita entitat de població del mateix nom, del municipi de Pujalt, dalt d'un turonet de forma arrodonida a l'oest de l'actual nucli de la Guàrdia Pilosa, amb la part superior completament plana, compartint protagonisme amb un vèrtex geodèsic coronat per una petita antena de comunicacions. Domina de manera estratègica, a llevant de la Guàrdia, tota la serra de Rubió i el pas natural d'Igualada cap a Calaf. Es conserva un tros de mur i les disposicions de les cases indiquen que havia estat un lloc fortificat.

## Descripció
En una intervenció arqueològica feta entre el novembre de 2007 i l'estiu de 2008 per un equip d'arqueòlegs coordinats per l'entitat Cat Patrimoni, es va descobrir la part baixa d'una torre feta amb pedra unida amb morter de calç. La torre és força més gran del que és habitual a la comarca, ja que la part descoberta té un diàmetre exterior de 13 metres. La part interior està parcialment desmuntada i només en un lloc es pot observar que té un gruix de 2 metres, el que fa pensar que amb tota la seva alçada deuria tenir unes dimensions impressionants. La intervenció arqueològica es va allargar durant un mes per definir les estructures i determinar els possibles espais que podien conformar la fortificació.
Segons els primers estudis de Sonia Pascual, la fortificació descoberta a la Guàrdia Pilosa podria haver-se construït a principis del segle xi. Concretament, el primer document que parla de la fortificació és del 1039 i es refereix a una torre circular.
A finals del segle xii i principis del xiii es creu que hi va haver una primera ampliació cap al sud, on la torre circular es converteix en una torre rectangular i l'estructura passa a denominar-se castell. En aquesta modificació del castell, es construeix una muralla a la part sud que tanca l'espai i dues escales. La primera porta fins a la torre rectangular i la segona, segons creu Sonia Pascual, podria conduir fins a les restes d'un antic pas de ronda.
Finalment, el castell de la Guàrdia Pilosa va ser sotmès a una segona ampliació cap al nord a la fi del segle xiii i principis del xiv, on es van delimitar uns espais que podrien haver funcionat com a habitatges i es va fer un altre tram de muralla per acabar de protegir el recinte. En aquest moment, també es va reutilitzar un dels espais del castell per emplaçar-hi un dipòsit d'aigua.

## Història
La primera notícia documental que es té del castell de la Guàrdia Pilosa -considerat etimològicament com «guàrdia de lloc desert» o «poc poblat», data del 1022, en una donació que feren la vescomtessa Engúncia i el seu fill Bermon al monestir de Sant Vicenç de Cardona d'unes terres situades al comtat de Manresa, les quals afrontaven amb una torre anomenada la Guàrdia («turre de ipsa Guardia»). El 1039, la vescomtessa Engúncia i els seus fills Eribau i Folc cedeixen una altra vegada al bisbe de Vic el castell de Calaf, el qual limitava al sud amb la torre de Guàrdia Pilosa.
Es desconeixen, ara com ara, les vicissituds històriques d'aquest castell al llarg del segle xii; la referència següent ja correspon al segle xiii. El 1237 surt esmentat en el document de dotació que fan els esposos Ramon Gàver i Saurina al monestir de Sant Benet de Bages d'unes propietats que ells tenien en el terme del castell de la Guàrdia Pilosa. La família Gàver eren els castlans d'aquesta fortalesa com a feudataris dels Cervera, els quals mitjançant una permuta el cediren, el 1251, al rei Jaume I. En el fogatjament general de 1378 hi consten 9 focs: 7 reials i 2 eclesiàstics. Pere III va vendre el terme el 1379, a carta de gràcia, a Joan de Montbui, junt amb Veciana i Sant Martí Sesgueioles, i el 1392 el rei Joan I en feia venda perpètua amb els termes anteriors, a Mateu de Calders i els seus successors, barons de Segur. A les darreries del segle xviii s'esmenta la castlania del cavaller Salvador March.